# Olivier Bourdeaut
« Bourdeaut » redirige ici. Pour les articles homophones, voir Bourdeau et Bourdeaux.
Olivier Bourdeaut est un écrivain français, né le 3 juillet 1980, à Nantes dans la Loire-Atlantique.
Son premier roman En attendant Bojangles, paru en 2016 aux éditions Finitude, est récompensé la même année du prix France Culture-Télérama, du grand prix RTL-Lire, du prix Emmanuel-Roblès et du prix Roman France Télévisions.

## Biographie
Fils d'un notaire nantais, Olivier Bourdeaut est le troisième d'une famille de cinq enfants. Après son échec au brevet des collèges, il s'oriente vers un BEP vente-action marchande et devient agent immobilier à Nantes. À l'âge de trente ans, il perd son travail et décide de se consacrer à la littérature. Il travaille durant 2 ans à l'écriture d'un premier roman, sombre, qui ne trouvera cependant aucun éditeur. Alors qu'il réside chez ses parents en Espagne, il se consacre à l'écriture rapide (en sept semaines) d'un autre roman léger et loufoque qui deviendra En attendant Bojangles. Publié par les éditions Finitude, les premières à s'en être porté acquéreur, le livre reçoit le soutien enthousiaste de Jérôme Garcin dans Le Nouvel Observateur, et rencontre immédiatement le succès auprès du public.
Le sujet de son troisième roman, Florida, est une critique acerbe des concours de beauté américains pour mini-miss et de culturisme,.

## Œuvres
- En attendant Bojangles, Finitude, 2016  (ISBN 978-2-36339-063-9) — prix France Culture-Télérama, grand prix RTL-Lire, prix Emmanuel-Roblès, Prix France Télévisions
- Pactum salis, Finitude, 2018  (ISBN 978-2-36339-090-5)
- Florida, Finitude, 2021  (ISBN 978-2-36339-146-9)
- Développement personnel, Finitude, 2024  (ISBN 978-2-36339-205-3)